# Pycnacantha
Pycnacantha es un género de arañas araneomorfas de la familia Araneidae. Se encuentra en  África subsahariana.

## Lista de especies
Según The World Spider Catalog 12.0::
- Pycnacantha dinteri Meise, 1932
- Pycnacantha echinotes Meise, 1932
- Pycnacantha fuscosa Simon, 1903
- Pycnacantha tribulus (Fabricius, 1781)